# Jan Vermeulen (pianist)

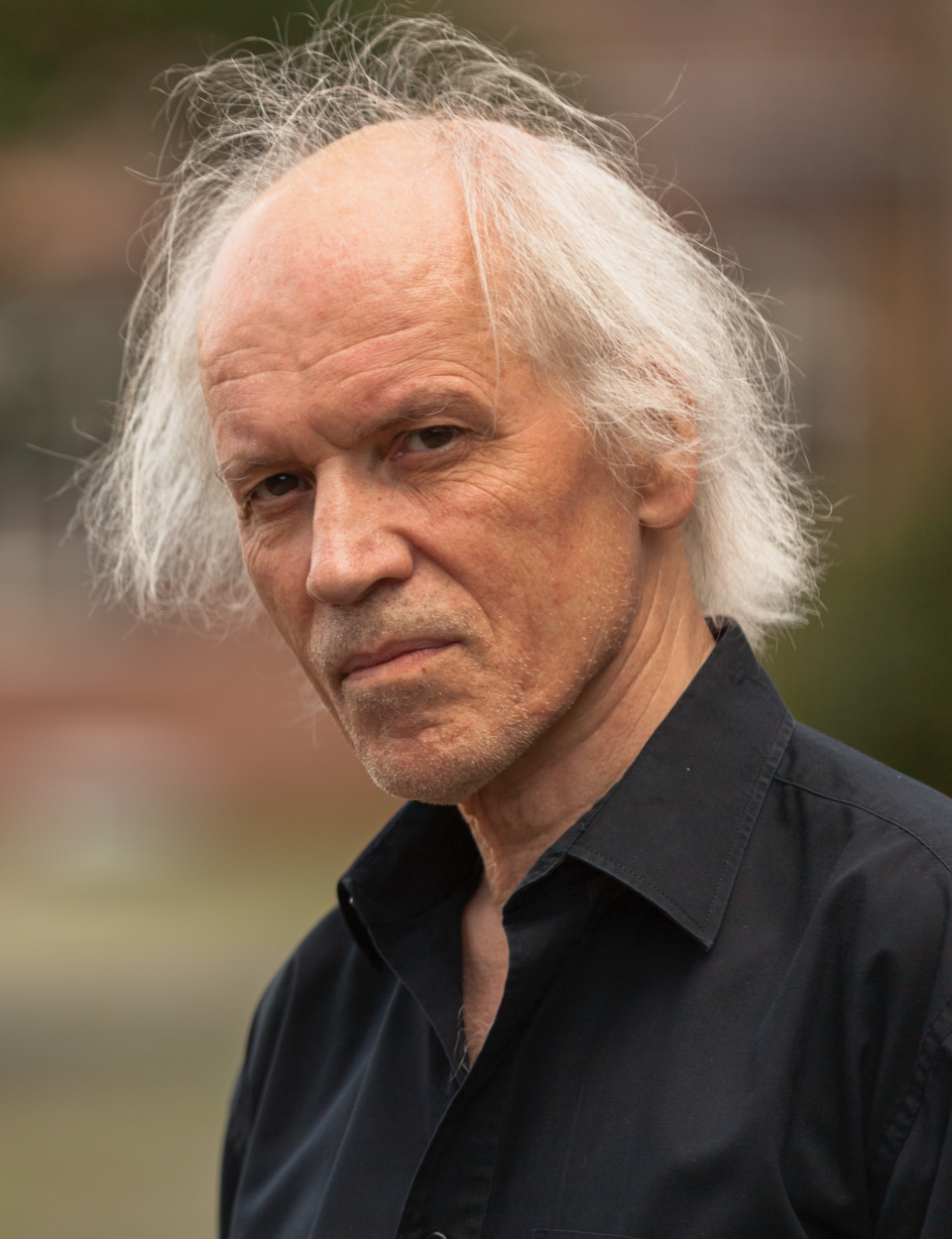

Jan Vermeulen (1954) is een Belgische pianist.

## Levensloop
Hij volgde zijn pianostudies aan het conservatorium in Brussel bij André De Groote. Tijdens zijn studies won hij de Tenuto-televisiewedstrijd met zijn vertolking van Rachmaninoff met het BRT symfonisch orkest. Vroeg in zijn loopbaan groeide zijn interesse voor historische instrumenten. Vanaf begin jaren 1990 concentreerde hij zich op de Pianoforte. In deze periode richtte hij het Fortepianotrio Florestan (later Tröndlin Trio) op. In dezelfde periode nam hij de volledige sonates op van Weber en zeven cd's met werk van Schubert.
In 2010 voltooide hij de opnames van de klavierwerken van Schubert (12 cd's) op een pianoforte van Nannette Streicher uit 1826. Hiermee werd hij verkozen tot musicus van het jaar in Vlaanderen.
Hij was te gast als solist in verschillende Europese landen, maar ook onder andere met ensembles als Explorations en Il Gardellino, en verschillende musici als cellisten Wieland Kuijken, Roel Dieltiens en France Spinguel, hoboïsten Paul Dombrecht en Marcel Ponseele, violiste Christine Busch, sopraan Anne Cambier en Tenor Jan Kobow.  Met France Springuel nam hij onder andere een driedelig album op met de integrale werken van Beethoven voor cello en pianoforte. 
Regelmatig is hij te gast bij de Vlaamse radiozender Klara, zowel met zijn uitvoeringen als om commentaar te geven. Ook treedt hij op bij de klassieke muziekzender NPORadio 4.
Vanaf 2016 tot 2019 nam hij op zeven cd's de volledige werken van Schubert voor 4 handen op samen met pianiste Veerle Peeters en ging hiermee op tournee door Europa.

Sinds 1980 is hij ook verbonden als docent aan het Luca School of Arts (Campus Lemmens, Leuven). Verschillende van zijn leerlingen wonnen prijzen in binnen- en buitenlandse competities.
Samn met pianiste Veerle Peeters heeft hij een lesmethode omgezet in een werkboek voor leerkrachten en leerlingen.

## Discografie[15]
- 1992 C.M. Von Weber - Complete Piano Sonata's uitg. - René Gailly
- 1994 Franz Schubert fortepiano solo - Part I - uitg. Passacaille
- 1995 Complete Variations - Sonata In A - cello en piano met Wieland Kuijken - uitg. René Gailly
- 1996 Franz Schubert fortepiano solo Part II  - uitg. Vanguard Classics
- 1996 Franz Schubert fortepiano solo Part III   - uitg. Vanguard Classics
- 1996 Franz Schubert fortepiano solo Part IV - uitg. Vanguard Cklassics
- 1997 Franz Schubert Complete works for fortepianotrio (fortepianotrio Florestan)  - uitg. Discover Int.
- 1997 Franz Schubert fortepiano solo Part V  - uitg. Vanguard Classics
- 1997 F. Mendelssohn - Piano trio's (fortepianotrio Florestan)  - uitg. Discover Int.
- 1998 Franz Schubert - Part VI Forgotten Pages  - uitg. Vanguard Classics
- 1998 Franz Schubert - Part VII Under The Spell Of Beethoven - uitg. Vanguard Classics
- 1999 J. Haydn - Piano Trio's (Tröndlin Trio) - uitg. Discover Int.
- 1999 L. van Beethoven - Piano Trio's (fortepianotrio Florestan) - uitg. Et'cetera
- 2000 Pianoforte Robert Brown - uitg. Muziekinstrumentenmuseum Brussel
- 2001 Mozart Haydn Lieder (met Anne Cambier) - uitg. Codaex
- 2002 F. Schubert - Kosegarten Song Cycle (met Y. Saelens, A. Cambier, E. Crommen) - uitg. Maestro Music Productions
- 2003 Robert Franz - Lieder (met Yves Saelens) - uitg. Et'cetera
- 2004 Stephen Heller: Piano Etudes op. 25, 46, 47 - uitg. Brilliant Classics
- 2005 Von Weber Complete Piano Sonatas - uitg. Brilliant Classics
- 2006 Works for fortepiano - Volume 1 (2 cd's) - uitg. Et'cetera
- 2007 Works for fortepiano - Volume 2 (2 cd's) - uitg. Et'cetera
- 2007 Works for fortepiano - Volume 3 (2 cd's) - uitg. Et'cetera
- 2008 Works for fortepiano - Volume 4 (2 cd's) - uitg. Et'cetera
- 2009 Works for fortepiano - Volume 5 (2 cd's) - uitg. Et'cetera
- 2010 Works for fortepiano - Volume 6 (2 cd's) - uitg. Et'cetera
- 2009 Quintets For Pianoforte And Winds - uitg. Accent
- 2011 Robert Schumann - Works for Fortepiano - uitg. Accent (2 cd's)
- 2011 F. Schubert Nachtmusik (met Orpheon Ensemble) - uitg. Et'cetera
- 2011 Arpeggione Sonate & Forellenkwintet (met F. Springuel, C. Busch, P. De Clerck & J. Buysschaert) - uitg. Et'cetera
- 2011 Robert Schumann - Works for Cello & Piano (met France Springuel) - uitg. Et'cetera
- 2013 L. van Beethoven - Complete Works for Fortepiano & Cello (met France Springuel) (2 cd's) - uitg. Et'cetera
- 2013 F. Schubert - Complete Works for Fortepiano Trio (met France Springuel & Christine Busch) - uitg. Et'cetera
- 2014 F. Schubert. Works for Four Hands Vol.1 (met Veerle Peeters) - uitg. Et'cetera
- 2015 F. Schubert. Works for Four Hands Vol.2 (met Veerle Peeters) - uitg. Et'cetera
- 2014 F. Schubert. Works for Four Hands Vol.3 (met Veerle Peeters) - uitg. Et'cetera
- 2016 F. Schubert. Works for Four Hands Vol.4 (met Veerle Peeters) - uitg. Et'cetera
- 2018 F. Schubert. Works for Four Hands Vol.5 (met Veerle Peeters) - uitg. Et'cetera
- 2018 F. Schubert. Works for Four Hands Vol.6 (met Veerle Peeters) - uitg. Et'cetera
- 2019 F. Schubert. Works for Four Hands Vol.7 (met Veerle Peeters) - uitg. Et'cetera

- 2014 Schubert. Works for Four Hands Vol.1[7] muziekfragment te beluisteren via Klara.